# Franska sydterritorierna

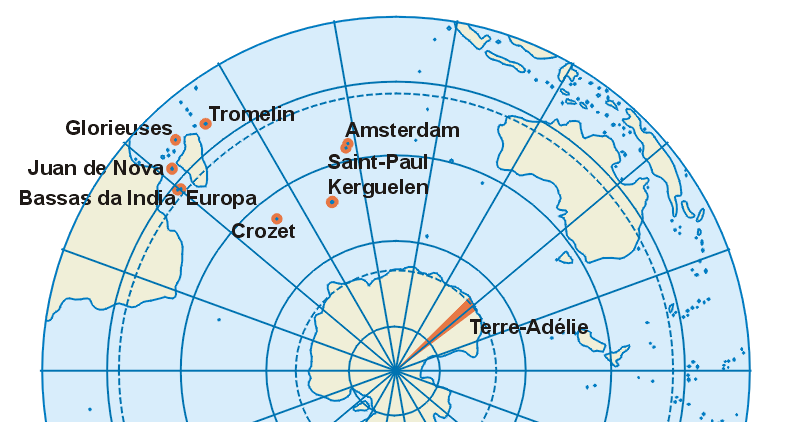
Karta över Franska sydterritorierna.

Franska sydterritorierna, egentligen Franska syd- och Antarktisterritorierna (franska: Territoire des Terres australes et antarctiques françaises, T.A.A.F), omfattar Adélieland, den landsektor av Antarktis som Frankrike ensidigt gör anspråk på samt några ögrupper utanför fastlandet i södra Indiska oceanen.
Området utgör ett så kallat franskt utomeuropeiskt territorium (Territoire d'outre-mer, T.O.M) sedan 1955 och förvaltas direkt från Frankrike av prefekten för T.A.A.F. Hela området omfattar cirka 1 250 146 km².

## Tillhörande områden
Fem öområden med en yta motsvarande Kronobergs län.
- Île Amsterdam - Amsterdam yta: 60 km², befolkning: obebodd
- Îles Crozet - Crozetöarna yta: 505 km², befolkning: obebodd
- Îles Kerguelen - Kerguelenöarna yta: 7.215 km², befolkning: obebodd
- Île Saint-Paul - Saint-Paulön yta: 7 km², befolkning: obebodd
- Îles Éparses - "Spridda öarna" yta: 39 km², befolkning: 56

Även om det inte finns permanent befolkning befinner det sig tillfälligt placerade forskare och andra på öarna. Det finns minst 150 personer på vintern och 300 på sommaren. De flesta finns på Kerguelen. Eftersom det inte finns officiell befolkning finns inga kommunala val, utan områdena lyder under fransk lag utan att ha normal kommunal förvaltning. Det finns en politisk ledare, en prefekt, som har kontor på Réunion samt distriktschefer på öarna.

## Historia

### Franska sydterritoriet
Amsterdamön, 38°S upptäcktes 10 augusti 1522 av sjöfararen Juan Sebastián del Cano från Baskien men föll i glömska. 
Île Saint-Paul endast 50 sjömil från Amsterdamön upptäcktes 1618 av den holländske sjöfararen Klaaszoon van Hillegom.  Amsterdamön och Île Saint-Paul har tillhört Frankrike sedan 1792.
År 1772 upptäcktes Crozetöarna, 46°S av den franske upptäcktsresanden Marc-Joseph Marion du Fresne. Samma år upptäcktes Kerguelen av Yves Joseph de Kerguelen de Trémarec. Ön är extremt blåsig med årlig medeltemperatur på 5°C. Kerguelen har tillhört Frankrike sedan 1892
De spridda öarna ligger runt Madagaskars kust:
- Juan de Nova upptäcktes år 1501 av en portugisisk expedition som leddes av  João da Nova.
- Bassas da India upptäcktes av portugisiska sjöfarare på 1500-talet.
- Tromelinön upptäcktes 1722 av den franska sjöfararen Jean Marie Briand de la Feuillée.
- Europaön besöktes av det brittiska fartyget Europa år 1744.
- Glorieusesöarna var obebodda när en grupp fransmän bosatte sig på huvudön 1892.

De spridda öarna införlivades i den franska kolonin Madagaskar år 1897.